# (100298) 1995 FY6
(100298) 1995 FY6 es un asteroide perteneciente al cinturón de asteroides, descubierto el 23 de marzo de 1995 por el equipo del Spacewatch desde el Observatorio Nacional de Kitt Peak, Arizona, Estados Unidos.

## Designación y nombre
Designado provisionalmente como 1995 FY6.

## Características orbitales
1995 FY6 está situado a una distancia media del Sol de 2,225 ua, pudiendo alejarse hasta 2,332 ua y acercarse hasta 2,117 ua. Su excentricidad es 0,048 y la inclinación orbital 3,967 grados. Emplea 1212 días en completar una órbita alrededor del Sol.

## Características físicas
La magnitud absoluta de 1995 FY6 es 17,5.